# Olympische Jugend-Winterspiele 2024/Teilnehmer (Rumänien)
| Gelbes Symbol für Goldmedaillen mit stilisierten Olympischen Ringen | Graues Symbol für Silbermedaillen mit stilisierten Olympischen Ringen | Braundes Symbol für Bronzemedaillen mit stilisierten Olympischen Ringen |
| ------------------------------------------------------------------- | --------------------------------------------------------------------- | ----------------------------------------------------------------------- |
| —                                                                   | —                                                                     | 1                                                                       |

Rumänien nahm mit 32 Athleten (17 Männer, 15 Frauen) an den Olympischen Jugend-Winterspielen 2024 in der südkoreanischen Provinz Gangwon teil.

## Medaillen

### Medaillenspiegel
| Rang   | Sportart | Gold | Silber | Bronze | Gesamt |
| ------ | -------- | ---- | ------ | ------ | ------ |
| 1      | Bob      | —    | —      | 1      | 1      |
| Gesamt | Gesamt   | 0    | 0      | 1      | 1      |

### Medaillengewinner
| Name/n               | Sportart | Wettkampf |
| -------------------- | -------- | --------- |
| Bronze               |          |           |
| Mihaela Alexia Anton | Bob      | Monobob   |

## Teilnehmer nach Sportart

### Biathlon
| Athleten                                                        | Wettbewerbe                           | Zeit        | Fehler         | Rang |
| --------------------------------------------------------------- | ------------------------------------- | ----------- | -------------- | ---- |
| Frauen                                                          |                                       |             |                |      |
| Szidónia Kelemen                                                | 6 km Sprint                           | 27:25,0 min | 7 (5+2)        | 74   |
| Szidónia Kelemen                                                | 10 km Einzel                          | 51:46,2 min | 13 (4+3+4+2)   | 85   |
| Paula Morozan-Irinaru                                           | 6 km Sprint                           | 26:33,8 min | 2 (0+2)        | 69   |
| Paula Morozan-Irinaru                                           | 10 km Einzel                          | 56:08,5 min | 8 (5+0+0+3)    | 91   |
| Krisztina Silló                                                 | 6 km Sprint                           | 22:59,0 min | 2 (1+1)        | 31   |
| Krisztina Silló                                                 | 10 km Einzel                          | 47:29,1 min | 7 (2+2+1+2)    | 72   |
| Männer                                                          |                                       |             |                |      |
| Dragoș Bărbieru                                                 | 7,5 km Sprint                         | 24:02,3 min | 3 (1+2)        | 35   |
| Dragoș Bărbieru                                                 | 12,5 km Einzel                        | 48:08,3 min | 7 (2+1+1+3)    | 38   |
| Hunor Udvari                                                    | 7,5 km Sprint                         | 28:23,9 min | 5 (2+3)        | 87   |
| Hunor Udvari                                                    | 12,5 km Einzel                        | 52:43,9 min | 5 (0+2+1+2)    | 78   |
| Horia Urs                                                       | 7,5 km Sprint                         | 22:49,8 min | 1 (0+1)        | 13   |
| Horia Urs                                                       | 12,5 km Einzel                        | 46:11,2 min | 5 (0+3+0+2)    | 25   |
| Mixed                                                           |                                       |             |                |      |
| Krisztina Silló Horia Urs                                       | Single-Mixed-Staffel (6 km + 7,5 km)  | 49:12,8 min | 2+13 (1+7 1+6) | 16   |
| Krisztina Silló Paula Morozan-Irinaru Horia Urs Dragoș Bărbieru | Mixed-Staffel (2 × 6 km + 2 × 7,5 km) | LAP         | LAP            | 19   |

### Bob
| Athleten             | Lauf 1  | Lauf 1 | Lauf 2  | Lauf 2 | Gesamt      | Gesamt |
| Athleten             | Zeit    | Rang   | Zeit    | Rang   | Zeit        | Rang   |
| -------------------- | ------- | ------ | ------- | ------ | ----------- | ------ |
| Frauen               |         |        |         |        |             |        |
| Mihaela Alexia Anton | 57,15 s | 6      | 57,19 s | 2      | 1:54,34 min | Bronze |
| Georgiana Olaru      | 57,60 s | 8      | 57,60 s | 4      | 1:55,20 min | 6      |
| Männer               |         |        |         |        |             |        |
| Florin-Dicu Mihai    | 55,00 s | 3      | 55,69 s | 7      | 1:50,69 min | 6      |
| Raul Ştefan Predescu | 55,72 s | 12     | 56,34 s | 14     | 1:52,06 min | 12     |

### Eisschnelllauf
| Athleten      | Wettbewerb | Zeit        | Rang |
| ------------- | ---------- | ----------- | ---- |
| Frauen        |            |             |      |
| Iulia Ionescu | 500 m      | 45,47 s     | 31   |
| Iulia Ionescu | 1500 m     | 2:19,63 min | 26   |
| Teodora Pârvu | 500 m      | 45,26 s     | 30   |
| Teodora Pârvu | 1500 m     | 2:26,02 min | 31   |
| Männer        |            |             |      |
| Tudor Debu    | 500 m      | 41,63 s     | 28   |
| Tudor Debu    | 1500 m     | 2:08,14 min | 26   |
| Vlad Popa     | 500 m      | 39,59 s     | 19   |
| Vlad Popa     | 1500 m     | 2:02,32 min | 21   |

| Athleten      | Wettbewerb  | Halbfinale  | Halbfinale | Finale        | Finale        | Rang |
| Athleten      | Wettbewerb  | Zeit        | Rang       | Zeit          | Rang          | Rang |
| ------------- | ----------- | ----------- | ---------- | ------------- | ------------- | ---- |
| Frauen        |             |             |            |               |               |      |
| Iulia Ionescu | Massenstart | 6:18,71 min | 16         | ausgeschieden | ausgeschieden | 25   |
| Teodora Pârvu | Massenstart | 6:28,38 min | 12         | ausgeschieden | ausgeschieden | 28   |
| Männer        |             |             |            |               |               |      |
| Tudor Debu    | Massenstart | 6:21,36 min | 4          | 5:41,33 min   | 17            | 17   |
| Vlad Popa     | Massenstart | 5:39,19 min | 13         | ausgeschieden | ausgeschieden | 23   |

### Rennrodeln
| Athleten                                                                   | Wettbewerb   | Lauf 1   | Lauf 1 | Lauf 2   | Lauf 2 | Gesamt       | Gesamt |
| Athleten                                                                   | Wettbewerb   | Zeit     | Rang   | Zeit     | Rang   | Zeit         | Rang   |
| -------------------------------------------------------------------------- | ------------ | -------- | ------ | -------- | ------ | ------------ | ------ |
| Frauen                                                                     |              |          |        |          |        |              |        |
| Ana Cezara Teodorescu                                                      | Einsitzer    | 49,626 s | 18     | 49,538 s | 15     | 1:39,164 min | 16     |
| Ionela Mădălina Dobrean                                                    | Einsitzer    | 49,756 s | 19     | 50,612 s | 24     | 1:40,368 min | 22     |
| Männer                                                                     |              |          |        |          |        |              |        |
| Vlad Florin Mușei                                                          | Einsitzer    | 47,648 s | 13     | 47,383 s | 11     | 1:35,031 min | 10     |
| Nicolae Todirică Alexandru Bălan                                           | Doppelsitzer | DNS      | DNS    | DNS      | DNS    | DNS          | DNS    |
| Mixed                                                                      |              |          |        |          |        |              |        |
| Ana Cezara Teodorescu Vlad Florin Mușei Nicolae Todirică / Alexandru Bălan | Teamstaffel  | —        | —      | —        | —      | 2:34,917 min | 8      |

### Skeleton
| Athleten               | Lauf 1  | Lauf 1 | Lauf 2  | Lauf 2 | Gesamt      | Gesamt |
| Athleten               | Zeit    | Rang   | Zeit    | Rang   | Zeit        | Rang   |
| ---------------------- | ------- | ------ | ------- | ------ | ----------- | ------ |
| Frauen                 |         |        |         |        |             |        |
| Ioana Toma             | 55,79 s | 9      | 56,24 s | 12     | 1:52,03 min | 10     |
| Adelina Bădără         | 55,58 s | 6      | 55,65 s | 9      | 1:51,23 min | 8      |
| Männer                 |         |        |         |        |             |        |
| Luca Horațiu Ungureanu | 54,07 s | 7      | 54,65 s | 9      | 1:48,72 min | 8      |
| Theodor Buligescu      | 53,69 s | 6      | 53,47 s | 5      | 1:47,16 min | 6      |

### Ski Alpin
| Athleten               | Wettbewerb   | Lauf 1  | Lauf 1 | Lauf 2  | Lauf 2 | Gesamt      | Gesamt |
| Athleten               | Wettbewerb   | Zeit    | Rang   | Zeit    | Rang   | Zeit        | Rang   |
| ---------------------- | ------------ | ------- | ------ | ------- | ------ | ----------- | ------ |
| Frauen                 |              |         |        |         |        |             |        |
| Ioana Corlățeanu       | Super-G      | —       | —      | —       | —      | DNS         | DNS    |
| Ioana Corlățeanu       | Riesenslalom | 54,02 s | 29     | 56,85 s | 25     | 1:50,87 min | 25     |
| Ioana Corlățeanu       | Slalom       | 56,36 s | 41     | 53,82 s | 27     | 1:50,18 min | 28     |
| Männer                 |              |         |        |         |        |             |        |
| Matei Alexandru Oancea | Super-G      | —       | —      | —       | —      | DNS         | DNS    |
| Matei Alexandru Oancea | Riesenslalom | DNF     | DNF    | DNF     | DNF    | DNF         | DNF    |
| Matei Alexandru Oancea | Slalom       | 52,30 s | 44     | 57,50 s | 25     | 1:49,80 min | 26     |

### Skilanglauf
| Athleten        | Wettbewerb       | Zeit        | Rang |
| --------------- | ---------------- | ----------- | ---- |
| Frauen          |                  |             |      |
| Boglárka Páll   | 7,5 km klassisch | 26:43,7 min | 47   |
| Männer          |                  |             |      |
| Ștefan Gherghel | 7,5 km klassisch | 23:28,6 min | 53   |

| Athleten        | Wettbewerb      | Qualifikation | Qualifikation | Viertelfinale | Viertelfinale | Halbfinale    | Halbfinale    | Finale        | Finale        | Rang |
| Athleten        | Wettbewerb      | Zeit          | Rang          | Zeit          | Rang          | Zeit          | Rang          | Zeit          | Rang          | Rang |
| --------------- | --------------- | ------------- | ------------- | ------------- | ------------- | ------------- | ------------- | ------------- | ------------- | ---- |
| Frauen          |                 |               |               |               |               |               |               |               |               |      |
| Boglárka Páll   | Sprint Freistil | 4:05,56 min   | 49            | ausgeschieden | ausgeschieden | ausgeschieden | ausgeschieden | ausgeschieden | ausgeschieden | 49   |
| Männer          |                 |               |               |               |               |               |               |               |               |      |
| Ștefan Gherghel | Sprint Freistil | 3:36,49 min   | 62            | ausgeschieden | ausgeschieden | ausgeschieden | ausgeschieden | ausgeschieden | ausgeschieden | 61   |

### Skispringen
| Athleten                                                                   | Wettbewerb               | 1. Durchgang                | 1. Durchgang | 1. Durchgang | 2. Durchgang                | 2. Durchgang | 2. Durchgang | Gesamt | Gesamt |
| Athleten                                                                   | Wettbewerb               | Weite                       | Punkte       | Rang         | Weite                       | Punkte       | Rang         | Punkte | Rang   |
| -------------------------------------------------------------------------- | ------------------------ | --------------------------- | ------------ | ------------ | --------------------------- | ------------ | ------------ | ------ | ------ |
| Frauen                                                                     |                          |                             |              |              |                             |              |              |        |        |
| Andra Maria Gheorghe                                                       | Normalschanze            | 53,0 m                      | 0            | 31           | 41,0 m                      | 0            | 31           | 0      | 31     |
| Szerena Maria Stanciu                                                      | Normalschanze            | 45,0 m                      | 0            | 31           | 43,5 m                      | 0            | 31           | 0      | 31     |
| Männer                                                                     |                          |                             |              |              |                             |              |              |        |        |
| Cosmin Florin Donciu                                                       | Normalschanze            | 73,0 m                      | 44,6         | 34           | 78,5 m                      | 48,9         | 34           | 93,5   | 34     |
| Radu Borca                                                                 | Normalschanze            | 64,5 m                      | 26,7         | 38           | 65,0 m                      | 23,7         | 38           | 50,4   | 38     |
| Mixed                                                                      |                          |                             |              |              |                             |              |              |        |        |
| Szerena Maria Stanciu Andra Maria Gheorghe Cosmin Florin Donciu Radu Borca | Normalschanze Mannschaft | 60,5 m 79,5 m 47,0 m 64,0 m | 106,5        | 15           | 55,0 m 81,5 m 44,5 m 67,5 m | 115,6        | 15           | 222,1  | 15     |

### Snowboard
| Athleten             | Wettbewerbe    | Vorrunde | Halbfinale    | Finale/Kleines Finale | Rang |
| Athleten             | Wettbewerbe    | Rang     | Rang          | Rang                  | Rang |
| -------------------- | -------------- | -------- | ------------- | --------------------- | ---- |
| Männer               |                |          |               |                       |      |
| Csanád Bakó-Vilhelem | Snowboardcross | 13       | ausgeschieden | ausgeschieden         | 26   |